# Човјек са фотографије
Човјек са фотографије је југословенски филм из 1963. године. Режирао га је Владимир Погачић, а сценарио је писао Драгослав Илић.

## Радња
Други светски рат. Због сличности са илегалцем Белим, бившег приватног чиновника Жику Тасића ухапси полиција.
Под батинама, Жика признаје све што се од њега тражило. Но акције Белог се настављају и полиција схвати да држи погрешног човека.
Одлуче га искористити као мамац да ухвате праве илегалце.
Пусте га кући, при чему шеф Гестапоа Шулц затражи од њега да што пре ступи у контакт са Белим.
С друге стране, илегалци сматрају да би помоћу Жике могли ликвидирати Шулца....

## Улоге
| Глумац            | Улога                            |
| ----------------- | -------------------------------- |
| Никола Милић      | Жика Тасић/Зоран Мирковић "Бели" |
| Оливера Марковић  | Милка, комшиница                 |
| Јанез Врховец     | Перовић                          |
| Мира Динуловић    | Перовићева жена                  |
| Душан Антонијевић | Шеф полиције                     |
| Милан Пузић       | Мајор Шулц                       |
| Северин Бијелић   | Власник кафане                   |
| Томанија Ђуричко  | Жикина мајка                     |
| Мирјана Коџић     | Комшиница                        |
| Богосава Никшић   | Комшиница (као Боба Бијелић)     |
| Душан Перковић    | Полицајац                        |
| Никола Поповић    | Професор                         |
| Рамиз Секић       | Илегалац                         |
| Зоран Лонгиновић  | Агент 1                          |
| Станко Буханац    | Бакалин                          |
| Вука Костић       | Жена из предворја кафане         |
| Петар Обрадовић   | Кућепазитељ са свећом            |
| Нада Урбан        | Фризерка                         |
| Живојин Петровић  |                                  |